# ناو کلاس مگبرگ
کروزر کلاس مگبرگ (به انگلیسی: Magdeburg-class cruiser) یک کلاس از کشتی است که طول آن ۱۳۸٫۷ متر (۴۵۵ فوت ۱ اینچ) می‌باشد.